# Bjarki Már Elísson
Bjarki Már Elísson (16. svibnja 1990.), islandski rukometni reprezentativac. Sudjelovao na svjetskom prvenstvu 2019. godine. 
9. siječnja 2019. objavljen je konačni sastav islandske momčadi za SP na kojem je Guðjón Valur Sigurðsson ispao iz sastava zbog ozljede i zamijenio ga je Elísson.